# Phillips Idowu
Phillips Olaosebikan Idowu (Hackney, 30 dicembre 1978) è un ex triplista britannico, campione mondiale a Berlino 2009.

## Record nazionali

### Seniores
- Salto triplo indoor: 17,75 m ( Valencia, 9 marzo 2008)

## Progressione

### Salto triplo
| Stagione | Misura  | Luogo        | Data      | Rank. Mond. |
| -------- | ------- | ------------ | --------- | ----------- |
| 2014     | 16,99 m | Brisbane     | 31-5-2014 |             |
| 2013     | 16,44 m | Roma         | 6-6-2013  |             |
| 2012     | 17,31 m | Hengelo      | 27-5-2012 |             |
| 2011     | 17,77 m | Taegu        | 4-9-2011  | 3º          |
| 2010     | 17,81 m | Barcellona   | 29-7-2010 | 2º          |
| 2009     | 17,73 m | Berlino      | 18-8-2009 | 1º          |
| 2008     | 17,62 m | Pechino      | 21-8-2008 | 2º          |
| 2007     | 17,35 m | Oslo         | 15-7-2007 | 9º          |
| 2006     | 17,50 m | Manchester   | 16-7-2006 | 7º          |
| 2005     | 16,96 m | Atene        | 14-6-2005 | 32º         |
| 2004     | 17,47 m | Londra       | 30-7-2004 | 9º          |
| 2002     | 17,68 m | Manchester   | 28-7-2002 | 2º          |
| 2001     | 17,33 m | La Canea     | 4-6-2001  | 6º          |
| 2000     | 17,12 m | Sydney       | 23-9-2000 | 15º         |
| 1999     | 16,41 m | Loughborough | 23-5-1999 | 79º         |
| 1998     | 16,35 m | Watford      | 21-6-1998 | 106º        |
| 1997     | 15,86 m | Bedford      | 5-7-1997  | 238º        |

### Salto triplo indoor
| Stagione | Misura  | Luogo      | Data      | Rank. Mond. |
| -------- | ------- | ---------- | --------- | ----------- |
| 2010/11  | 17,57 m | Birmingham | 19-2-2011 | 4º          |
| 2009/10  | 17,25 m | Birmingham | 20-2-2010 | 6º          |
| 2007/08  | 17,75 m | Valencia   | 9-3-2008  | 1º          |
| 2006/07  | 17,56 m | Birmingham | 3-3-2007  | 1º          |
| 2004/05  | 17,30 m | Sheffield  | 13-2-2005 | 2º          |

## Palmarès
| Anno                                  | Manifestazione          | Sede       | Evento       | Risultato | Prestazione | Note                                     |
| ------------------------------------- | ----------------------- | ---------- | ------------ | --------- | ----------- | ---------------------------------------- |
| In rappresentanza della Gran Bretagna |                         |            |              |           |             |                                          |
| 2000                                  | Giochi olimpici         | Sydney     | Salto triplo | 6º        | 17,08 m     |                                          |
| 2001                                  | Mondiali                | Edmonton   | Salto triplo | 9º        | 16,60 m     |                                          |
| 2002                                  | Europei                 | Monaco     | Salto triplo | 5º        | 16,92 m     |                                          |
| 2004                                  | Giochi olimpici         | Atene      | Salto triplo | Finale    | nm          |                                          |
| 2006                                  | Europei                 | Göteborg   | Salto triplo | 5º        | 17,02 m     |                                          |
| 2007                                  | Europei indoor          | Birmingham | Salto triplo | Oro       | 17,56 m     | Record dei campionati                    |
| 2007                                  | Mondiali                | Osaka      | Salto triplo | 6º        | 17,09 m     |                                          |
| 2008                                  | Mondiali indoor         | Valencia   | Salto triplo | Oro       | 17,75 m     | Record nazionale                         |
| 2008                                  | Giochi olimpici         | Pechino    | Salto triplo | Argento   | 17,62 m     |                                          |
| 2009                                  | Mondiali                | Berlino    | Salto triplo | Oro       | 17,73 m     | Miglior prestazione mondiale stagionale  |
| 2010                                  | Europei                 | Barcellona | Salto triplo | Oro       | 17,81 m     | Miglior prestazione personale            |
| 2011                                  | Mondiali                | Taegu      | Salto triplo | Argento   | 17,77 m     | Miglior prestazione personale stagionale |
| 2012                                  | Giochi olimpici         | Londra     | Salto triplo | 14º (q)   | 16,53 m     |                                          |
| In rappresentanza dell' Inghilterra   |                         |            |              |           |             |                                          |
| 2002                                  | Giochi del Commonwealth | Manchester | Salto triplo | Argento   | 17,68 m     |                                          |
| 2006                                  | Giochi del Commonwealth | Melbourne  | Salto triplo | Oro       | 17,45 m     |                                          |
| 2014                                  | Giochi del Commonwealth | Glasgow    | Salto triplo | 5º        | 16,45 m     |                                          |

## Altre competizioni internazionali
2002
- 7º alla Grand Prix Final ( Parigi), salto triplo - 16,35 m

2008
- Coppa Europa di atletica leggera ( Annecy)

2009
- Argento agli Europei a squadre ( Leiria), salto triplo - 17,50 m
- 4º alla World Athletics Final ( Salonicco), salto triplo - 17,03 m

2010
- Bronzo in Coppa continentale ( Spalato), salto triplo - 17,24 m

2011
- Vincitore della Diamond League nella specialità del salto triplo (18 punti)

## Riconoscimenti
- Atleta europeo dell'anno (2009)